# David Levy
David Neil Laurence Levy (n. 14 martie 1945, Greater London, Anglia, Regatul Unit) este un maestru englez internațional în șah și om de afaceri. El este remarcat pentru implicarea sa cu șahul computerului și inteligența artificială și ca fondator al Olimpiadelor Computer și al Olimpiadelor Mind Sports. A scris peste 40 de cărți despre șah și calculatoare.